# Protodejeania downsi
Protodejeania downsi är en tvåvingeart som beskrevs av Charles Howard Curran 1947. Protodejeania downsi ingår i släktet Protodejeania och familjen parasitflugor. Inga underarter finns listade i Catalogue of Life.